# Albert Brown Lyons
Albert Brown Lyons (Waimea, Reino de Hawái, 1841 - Detroit, Míchigan, 1926) fue un botánico, químico analítico y farmacéutico estadounidense quien también publicó obras sobre geología, nombres de plantas y genealogía.
- La abreviatura «A.Lyons» se emplea para indicar a Albert Brown Lyons como autoridad en la descripción y clasificación científica de los vegetales.[1]

## Biografía

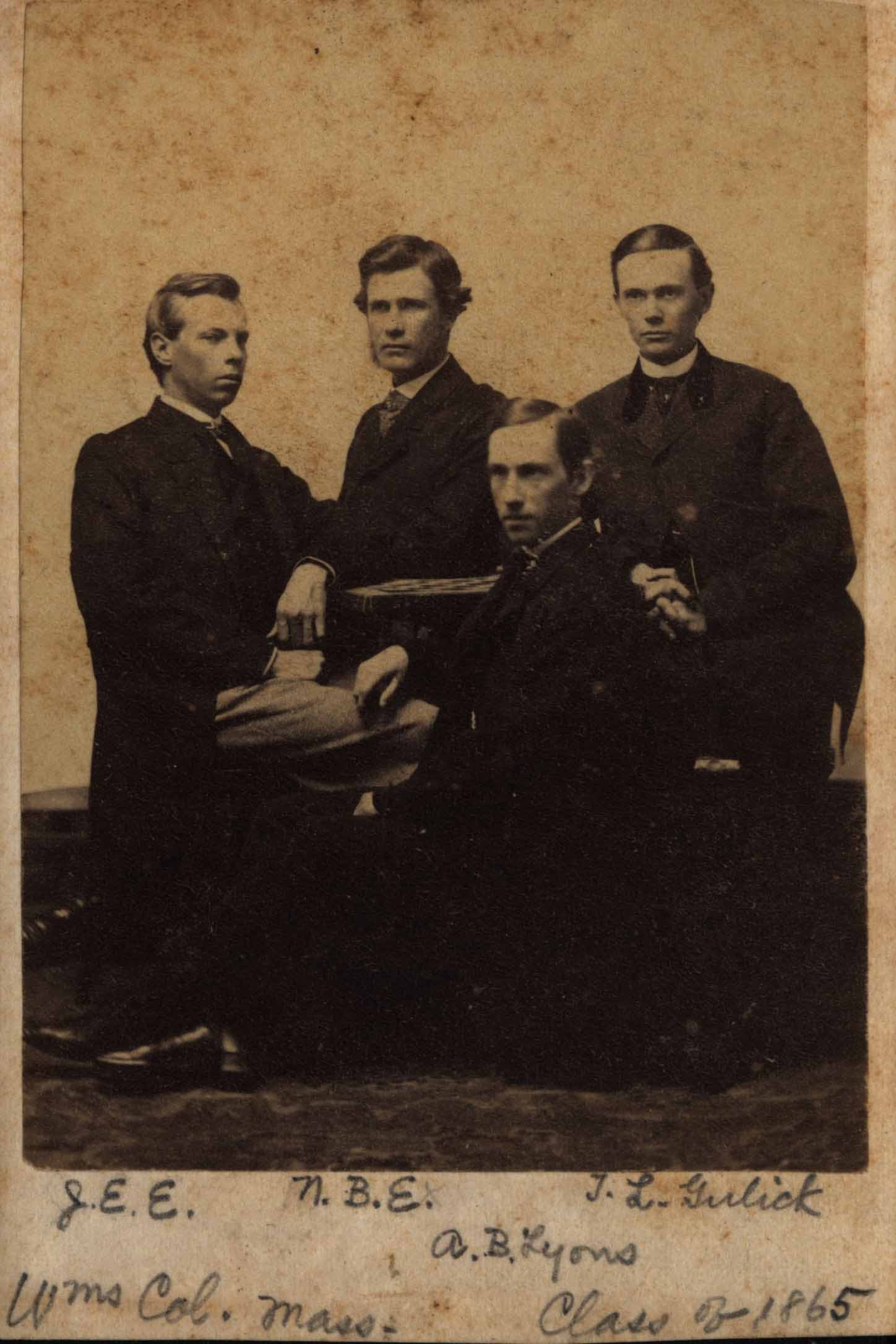
Justin Edwards Emerson, Nathaniel Bright Emerson, Thomas Lafon Gulick y Albert Brown Lyons (sentado). Williams College, 1865. Fotografía de George Kendal Warren

Albert B. Lyons fue el hijo del reverendo Lorenzo Lyons, un misionero congregacionalista que escribió la popular canción hawaiana "Hawaiʻi Aloha". Asistió al Oahu College por dos años, pasó un año como profesor y asesor de impuestos, y después entró al Williams College en Massachusetts para graduarse en 1865.
Después de su graduación pasó un año enseñando química y física en la Academia Militar Eagleswood en Perth Amboy, Nueva Jersey. Después acudió a la escuela de medicina de la Universidad de Míchigan donde su principal interés fue la química. El curso de química farmacéutica enseñado por el químico  Albert Benjamin Prescott fue una particular influencia sobre Lyons.
Albert B. Lyons se casó con Edith Eddy, la hija del reverendo Zachary Eddy, el 25 de abril de 1878. Su hija Lucia Lyons (1879-1973) trabajó como misionera en China; su hijo Albert E. Lyons (1885-1980) se convirtió en profesor de español y francés.
Lyons publicó en 1905 un trabajo genealógico de la familia Lyon o Lyons en Massachusetts y sus descendientes: Lyon Memorial: Massachusetts Families, Including Descendants of the Immigrants William Lyon, of Roxbury, Peter Lyon, of Dorchester, George Lyon, of Dorchester, with Intro. Treating of the English Ancestry of the American Families.

### Profesión
Después de volverse Doctor en Medicina (M.D.), Lyons fue contratado en 1868 por el Detroit College of Medicine (Facultad de Medicina de Detroit) como el asistente del doctor Samuel P. Duffield, un médico y farmacéutico. Al año siguiente Duffield renunciaría para fundar la compañía farmacéutica Parke, Davis & Co. y Lyons tomó su lugar como jefe del departamento de química. Lyons dio clases y manejó una farmacia hasta 1881 cuando Parke, Davis & Co. lo contrató como químico analítico y consultor.
Lyons hizo muchos avances importantes en los procedimientos farmacéuticos mientras trabajó en Parke, Davis & Co. Desarrolló preparaciones estándar para ciertos fármacos que fueron comercializados como "Normal Liquids" ("Líquidos normales"); sus estándares, con cambios menores, se convirtieron en estándares para la industria. Los métodos que desarrolló para la producción de cocaína los convirtió en un método de ensayo general para la extracción cuantitativa de alcaloides. En 1887 publicó su Manual of Pharmaceutical Assaying (Manual de ensayos farmacéuticos), el cual permaneció como la obra estándar en la materia por varios años.
En 1887 empezó The Pharmaceutical Era, una temprana revista académica o journal sobre farmacéutica.
En 1888 Lyons fue contratado como químico gubernamental del Reino de Hawái; allí también enseñó química y otras asignaturas científicas en el Oahu College, su alma mater. Entre sus estudiantes se encontraba Hiram Bingham III, conocido por revelar al mundo la existencia de Machu Picchu. Durante su estancia en Hawái Lyons hizo un estudio geológico de las islas, publicó ciertos artículos científicos y coleccionó cientos de conchas locales.
Después del derrocamiento de la monarquía hawaiana Lyons regresó a Detroit y en 1898 se convirtió en químico supervisor y secretario de la empresa de fabricación Nelson, Baker, & Co., puesto que mantuvo hasta su muerte.
Lyons fue miembro del comité de revisión de la Farmacopea de Estados Unidos de 1900 a 1920.
Lyons fue reconocido como una autoridad sobre los helechos particularmente, pero tuvo un interés en la denominación y clasificación de especies de plantas, y en 1900 publicó un diccionario de plantas con sus nombres científicos y comunes.
En 1912 Lyons fue presidente honorario de la American Pharmacists Association (APhA).

## Publicaciones
- 1890. Fossils of Hawaii Nei.
- 1890. Artificial key to the genera and species of Hawaiian ferns: prepared for the use of students of Oahu college. Ed. Press Pub. Co. Print. 13 pp.
- 1896. Some physical features of the Hawaiian Islands: From a paper read before the Berkeley Scientific Association. Ed. Hawaiian Gazette Co.'s Print. 8 pp.

### Libros
- 1886. Manual of practical pharmaceutical assaying: including details of the simplest and best methods of determining the strength of crude drugs and galenical preparations. Ed. D.O. Haynes & Co. 151 pp. Reeditó BiblioBazaar en 2010. ISBN 1141068230
- 1890. Rainfall statistics of Hawaiian Islands: stations and districts with averages and normals. 200 pp.
- 1900. Plant names: scientific and popular, including in the case of each plant the correct botanical name in accordance with the reformed nomenclature, together with botanical and popular synonyms .... Ed. Nelson, Baker & Co. 489 pp. 2.ª ed. de 1907, y 630 pp.
- 1905. Lyon memorial: Massachusetts families, including descendants of the immigrants William Lyon, of Roxbury, Peter Lyon, of Dorchester, George Lyon, of Dorchester, with intro. treating of the English ancestry of the American families. Ed. W. Graham Print. Co. 491 pp. Reeditó Read Books en 2010. 562 pp. ISBN 1445577666 En línea
- 1920. Practical standardization by chemical assay of organic drugs and galenicals ... Ed. Nelson, Baker. 397 pp.